# Qarabağlı (Salyan)
Qarabağlı è un comune dell'Azerbaigian situato nel distretto di Salyan. Conta una popolazione di 5 377 abitanti.